# Billy Martin (guitarist)
 Der er for få eller ingen kildehenvisninger i denne artikel, hvilket er et problem. Du kan hjælpe ved at angive troværdige kilder til de påstande, som fremføres i artiklen.

 For alternative betydninger, se Billy Martin. (Se også artikler, som begynder med Billy Martin)
William Dean "Billy" Martin (født 15. juni, 1981 i Annapolis, Maryland, USA) er en amerikansk musiker, bedst kendt for at spille på guitar og på keyboard i pop punk-bandet Good Charlotte.
Billy fik sønnen Dreavyn Kingslee Martin, 26. januar 2008, med Linzi Williamson. Billy og Linzi blev gift 1. marts 2008.